# The Gold Lust (film, 1911)
Pour plus de détails, voir Fiche technique et Distribution.
The Gold Lust  est un film muet américain réalisé par Allan Dwan et sorti en 1911.

## Fiche technique
- Titre : The Gold Lust
- Réalisation : Allan Dwan
- Scénario :
- Photographie :
- Montage :
- Producteur :
- Société de production : American Film Manufacturing Company
- Société de distribution : Motion Picture Distributors and Sales Company
- Pays de production :  États-Unis
- Langue : film muet avec les intertitres en anglais
- Format : Noir et blanc — 35 mm — 1,33:1 — Muet
- Genre : Western
- Durée : 10 minutes
- Date de sortie : 
  - États-Unis : 21 décembre 1911

## Distribution
- J. Warren Kerrigan : Jack Caxton